# Conflict (film)
Conflict is een Amerikaanse film noir in zwart-wit uit 1945 onder regie van Curtis Bernhardt. De film is gebaseerd op het verhaal The Pentacle van Robert Siodmak en Alfred Neumann en werd destijds in Nederland uitgebracht onder de titel Een vrouw vermist.

## Verhaal
Richard en Kathryn Mason lijken een gelukkig getrouwd stel, maar Richard is stiekem verliefd op haar jongere zus Evelyn Turner en Kathryn weet hiervan af. Op een feest ter ere van hun vijfde trouwdag - georganiseerd door psycholoog en kennis Dr. Mark Hamilton - komt het onderwerp ter sprake. Hamilton legt uit dat hij kan helpen om bepaalde gedachten en verlangens te onderdrukken. Eenmaal op weg naar huis verliest Richard controle over het stuur en crasht zijn auto, waarbij hij zijn been breekt.
Na zijn herstel doet Richard alsof zijn been nog steeds gebroken is. Dit geeft hem namelijk een perfecte alibi om zijn vrouw om het leven te brengen. Hij organiseert een reis naar de bergen en cancelt op het allerlaatste moment, met als excuus dat hij plotselinge werkverplichtingen heeft. Hij overtuigt Kathryn om zonder hem te gaan. Voordat ze vertrekt, brengt ze een bezoek aan Hamilton, die haar een roos overhandigt. Vervolgens reist ze af naar de bergen en wordt door Richard gewurgd en van een klif geduwd. 
Richard neemt de rol van de bezorgde echtgenoot op zich en begint een zoektocht naar zijn 'vermiste' vrouw. Ondertussen merkt hij diverse sporen van Kathryn op en twijfelt of ze wel werkelijk is overleden. Zo wordt een dief met haar trouwring gespot en al snel stelt de politie vast dat deze van Kathryn is. Ook ruikt hij de geur van haar parfum in huis. Ter afleiding gaat hij met Hamilton en Evelyn op reis naar de bergen. Hier verklaart hij Evelyn de liefde, maar zij keurt hem af.
Richard keert terug naar zijn kantoor en treft hier tot zijn schrik een brief aan met het handschrift van zijn vrouw. Hij traceert de brief naar een tweedehandswinkel en vindt hier een ketting van Kathryn. Diezelfde ketting is even later nergens meer te bekennen en de winkeleigenaar zegt ook van niks af te weten. Wanneer hij even later een schim van zijn vrouw ziet op straat, is hij ervan overtuigd dat ze nog steeds in leven is. Richard keert terug naar de klif om een spoor van zijn vrouw te vinden en wordt hier opgewacht door de politie en Hamilton. Hamilton legt uit dat hij weet dat Richard schuldig is omdat hij in een getuigenis de roos noemde die Hamilton vlak voor haar vertrek naar de bergen haar heeft gegeven: Richard zou deze roos nooit hebben kunnen gezien. Hij legt uit dat hij in samenwerking met Evelyn en de politie diverse sporen heeft geplaatst om hem te doen geloven dat zijn vrouw nog in leven is.

## Rolverdeling
| Acteur             | Personage              |
| ------------------ | ---------------------- |
| Humphrey Bogart    | Richard Mason          |
| Alexis Smith       | Evelyn Turner          |
| Sydney Greenstreet | Dr. Mark Hamilton      |
| Rose Hobart        | Kathryn Mason          |
| Charles Drake      | Prof. Norman Holsworth |
| Grant Mitchell     | Dr. Grant              |
| Patrick O'Moore    | Det. Lt. Egan          |
| Ann Shoemaker      | Nora Grant             |
| Edwin Stanley      | Phillips               |

## Productie
Aanvankelijk ging de vrouwelijke hoofdrol naar Eleanor Parker. De film werd opgenomen in 1943, maar werd in 1945 pas uitgebracht vanwege een onenigheid wat betreft de rechten van het verhaal waar de film op is gebaseerd.

## Ontvangst
De film werd destijds negatief ontvangen door de Nederlandse pers. Recensent van Het Parool noemde de film een "matig gevalletje": "U krijgt [Humphrey Bogart] geheel compleet in de bekende situaties, waarin hij verbeten onderuit kijkt met begeleidende noodlotsmuziek." Criticus van De Volkskrant schreef dat "er alleen wat routine voor nodig [was] om dit half thriller-, half detectiveverhaal in één lange adem rond te krijgen."